# 江東区立第七砂町小学校
江東区立第七砂町小学校（こうとうくりつ だいななすなまちしょうがっこう）は、東京都江東区東砂3-21-5にある区立小学校。全6学年17クラス。

## 沿革
- 1958年4月1日 - 創立。

## アクセス
- 都営地下鉄新宿線の東大島駅から都営バスで約5分[1]
- 東京メトロ東西線の東陽町駅から都営バスで約20分[1]
- 中央・総武緩行線の亀戸駅から都営バスで約18分[1]